# Золотые ворота (Гданьск)
Золотые ворота (пол. Złota Brama) Гданьска располагаются на улице Длуга, одной из самых известных туристических достопримечательностей города.
Золотые Ворота были возведены в 1612—1614 годах на месте готических ворот XIII века (Длугоуличные ворота — пол. Brama Długouliczna). Они расположены на одном конце Длугой улицы, являясь частью старых городских укреплений вместе с тюремными воротами и тюремной башней.
Ворота были построены Яном Страковским по проекту архитектора Абрахама ван ден Блока. Архитектурный стиль сооружения определяют как голландский маньеризм. Рядом с ним находится позднеготический двор Братства Святого Ежи.
Обе стороны ворот имеют аттик с фигурами, символизирующими гражданские добродетели. Они были созданы в 1648 году Иеремиасом Фальком и реконструированы в связи с изношенностью в 1878 году.
С западной стороны фигуры представляют Мир, Свободу, Счастье и Славу. С восточной стороны фигуры олицетворяют (справа налево) Согласие, Справедливость, Благочестие и Осторожность. Латинская надпись на воротах гласит: «Concordia res publicæ parvæ crescunt — discordia magnæ concidunt», что означает «В согласии малые республики растут, из-за разногласий большие республики распадаются».
Восстановлены после поврежений военного времени в 1957 году. Оригинальная надпись на немецком языке была недавно восстановлена: «Es müsse wohl gehen denen, die dich lieben. Es müsse Friede sein inwendig in deinen Mauern und Glück in deinen Palästen» (Псалом 122).